# Amidaus Professionals
Amidaus Professionals ist ein ghanaischer Fußballverein aus Tema, Greater Accra Region.

## Geschichte
Amidaus Professionals gelang 2012 unter Cheftrainer Tony Lokko der erstmalige Aufstieg in die Ghana Premier League. Lokko kehrte nach der ersten Saison in der Glo Premier League dem Verein den Rücken und wurde im Juli 2013 von Fetteh Feyenoord Trainer Baba Ali ersetzt. Am 25. September 2013 ernannte der Sportvorstand die ehemalige ghanaische FIFA-Schiedsrichterin Mercy Tagoe zur Assistenz-Trainerin von Ali.

### Stadion
Seine Heimspiele trägt Amidaus im 2008 erbauten 10.000 Plätze fassenden Robert Mensah Sports Stadium in Tema der Greater Accra Region aus.

## Bekannte Spieler
- Francis Afotey Mensah – ehemaliger U-20-Nationalspieler[8]
- Eric Ofori Antwi – ehemaliger U-20-Nationalspieler, Teilnehmer an dem African U-20 Championship und der FIFA U 20-Weltmeisterschaft 2012[9]
- Yahaya Mohamed – ehemaliger U-20, U-18 und A-Nationalspieler Ghana’s[10]

## Sponsor
Am 15. Mai 2013 verkündete der Bankier Prince Kofi Amoabeng, das seine UT Bank Ghana Limited für die Saison 2013/2014 das Sponsoring übernimmt.